# Richard Dawkins
Clinton Richard Dawkins, FRS, FRSL (născut 26 martie, 1941, Nairobi, Kenya) este un eminent etolog britanic, biolog evoluționist și autor. Profesor la Catedra pentru Popularizarea Științei „Charles Simonyi” din cadrul Universității Oxford, din anul 1995 până în anul 2008, în prezent se află în fruntea Fundației Richard Dawkins pentru Rațiune și Știință.
Richard Dawkins s-a afirmat pentru prima dată în anul 1976, odată cu publicarea primei sale cărți, Gena egoistă, care promova o concepție despre evoluție centrată pe genă, și a introdus în vocabular termenul de memă, contribuind astfel la întemeierea domeniului memeticii.
În 1982 a adus o importantă contribuție la dezvoltarea științei evoluției prin teoria sa, prezentată în cartea Fenotipul extins (The Extended Phenotype), conform căreia manifestările fenotipice nu sunt limitate la nivelul organismului, ci se extind în mediu, incluzând și corpul altor organisme. De atunci pînă în prezent a publicat un număr important de cărți despre evoluție, cu mare succes la public, luând totodată parte la o serie de talk-show-uri având ca temă biologia evoluționistă, creaționismul și religia.
Dawkins este ateu, umanist și, în calitate de comentator al științei, religiei și politicului, printre cei mai renumiți intelectuali vorbitori de limbă engleză. Ca o analogie la celebrul „Buldogul lui Darwin,” cum era supranumit Thomas Huxley, modul înflăcărat cu care apără teoria darwinistă a evoluției i-a conferit lui Richard Dawkins apelativul de „Rottweiler-ul lui Darwin.”

## Viața personală
Dawkins s-a născut în Nairobi, Kenya. Tatăl său, Clinton John Davis, a fost functionar public în agricultura în cadrul Serviciului Colonial Britanic din actualul Malawi. Părinții lui Dawkins provin dintr-o familie înstărită din clasa de mijloc. Tatăl său a fost descendentul familiei Clinton, conți de Lincoln, iar mama sa a fost Jean Vyvyan Dawkins, fostă Ladner. Ambii părinți erau pasionați de științele naturii, educându-l pe tânărul Dawkins în spirit științific.
Dawkins își descrie copilăria ca tipic anglicană, dezvăluind că a început să aibă îndoieli în ceea ce privește existența lui Dumnezeu la vârsta de nouă ani. Mai târziu a fost convins să revină la credință datorită argumentelor Proiectării Inteligente, cu toate că începea să creadă că obiceiurile Bisericii Anglicane erau „absurde.” Când a făcut cunoștință cu evoluționismul, la vârsta de 16 ani, convingerile sale religioase au început să se clatine din nou deoarece simțea că acesta putea oferi o explicație pentru complexitatea lumii vii în termeni pur materiali, nemaifiind necesară existența unui Creator.
S-a căsătorit cu Marian Stamp în 1967, dar au divorțat în 1984. În același an, Dawkins s-a recăsătorit cu Eve Barham - împreună cu care au avut o fiică, Juliet - căsătorie urmată și ea de divorț. În 1992 s-a căsătorit cu actrița Lalla Ward, pe care a cunoscut-o prin intermediul  prietenului lor comun Douglas Adams.

## Cărți traduse în limba română
- Gena egoistă (Editura Tehnică, 2006) ISBN 978-973-31-2287-6
- Un rîu pornit din Eden (Editura Humanitas, 1996) ISBN 973-28-0615-
- Himera credinței în Dumnezeu (Editura Curtea Veche, 2007) ISBN 978-973-669-418-9
- Ceasornicarul orb (Humanitas, 2009) ISBN 978-973-50-2461-1
- Dumnezeu, o amăgire (Curtea Veche Publishing, 2018) ISBN 978-606-44-0149-6[8]

## Cărți netraduse în limba română
- The Extended Phenotype – Fenotipul extins (1982, 1999) ISBN 0-19-288051-9
- Climbing Mount Improbable – Urcarea Muntelui Improbabil (1996) ISBN 0-393-31682-3
- Unweaving the Rainbow – Dezțesând curcubeul (1998) ISBN 0-618-05673-4
- A Devil's Chaplain – Un capelan al diavolului (2003) ISBN 0-618-33540-4
- The Ancestor's Tale – Povestea ancestorului (2004) ISBN 0-618-00583-8
- The Greatest Show on Earth: The Evidence for Evolution – Cel mai mare spectacol de pe Pământ - Evidențele evoluției (2009) ISBN 978-0-593-06173-2
- The Magic of Reality – Magicul realității (2011) ISBN 978-0-593-06612-6

## Documentare și dezbateri
- Nice Guys Finish First (1987)
- The Blind Watchmaker (1987)
- Growing Up in the Universe (1991)
- Break the Science Barrier (1996)
- The Root of All Evil? (2006)
- The Enemies of Reason (2007)
- The Genius of Charles Darwin (2008)